# 伦敦型烟雾
伦敦型烟雾（英語：London Smog），是一种常见的空气污染现象。伦敦以雾都闻名于世。雾气的产生条件，除了要求要很高的空气湿度之外，还要求空气存在可以让水汽凝聚的凝结核。工业革命之后，伦敦的工业普遍使用煤作为燃料。不完全燃烧的煤产生大量的碳煙(Carbon Black)和煤烟(Soot)，为雾气的产生创造了条件。而这些悬浮的空气中的微尘本身，也严重降低了空气的能见度。所以人们创造了“烟雾”(Smog)这个词，来代替单纯的“烟”(smoke)和“雾”(fog)。伴随Smog，伦敦型烟雾的另一个特征是，同时还伴随有大量的二氧化硫排放。